# Center, Quận Outagamie, Wisconsin
Center là một thị trấn thuộc quận Outagamie, tiểu bang Wisconsin, Hoa Kỳ. Năm 2010, dân số của thị trấn này là 3.353 người.